# Сузір'я

Оріон — видовищне сузір'я зимового неба. Давнім грекам воно нагадало фігуру мисливця.

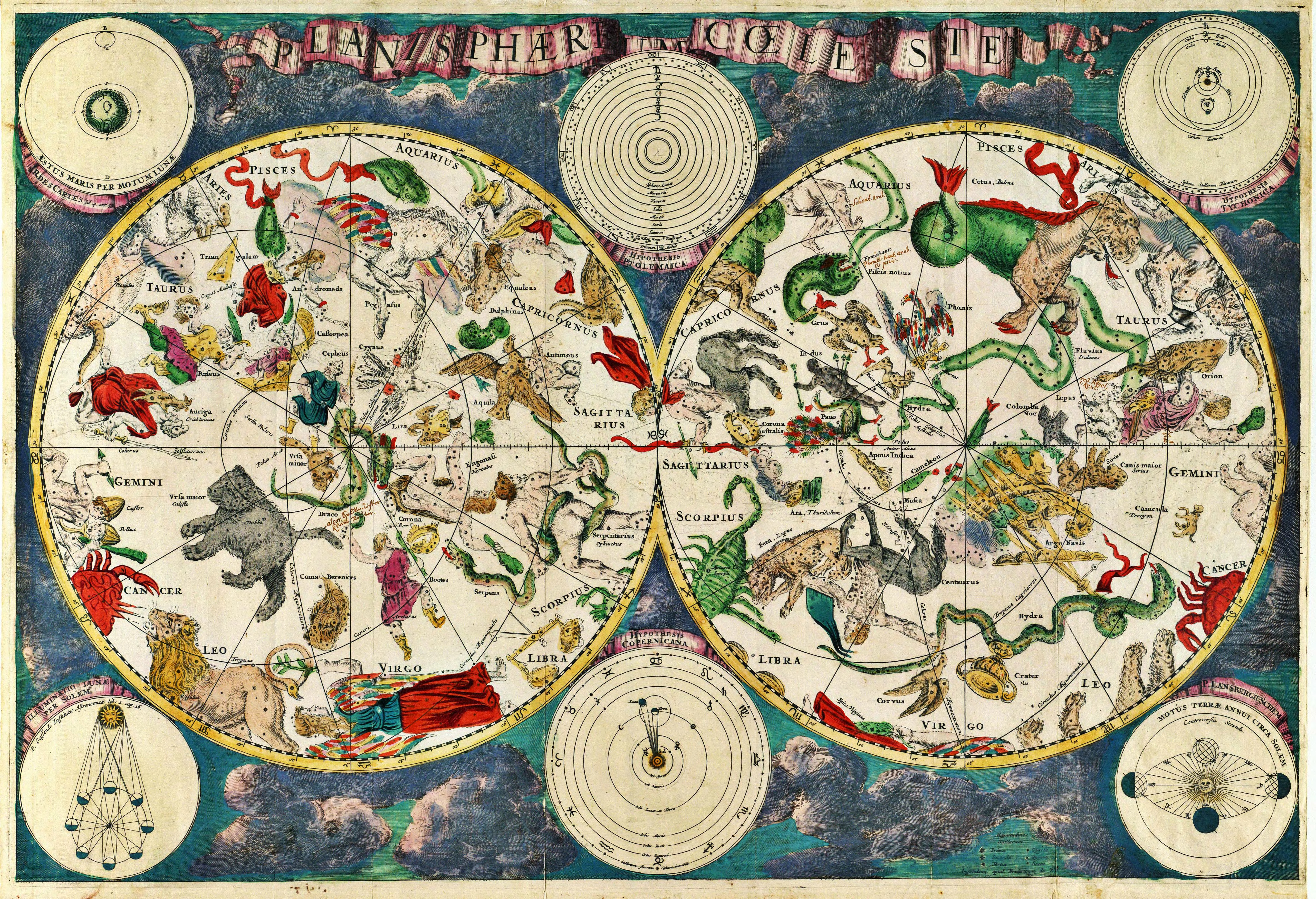
Сузір'я на зоряній карті XVII століття голландського картографа Фредеріка де Вітта

Південна півкуля
Сузі́р'я — одна з 88 ділянок, на які поділена небесна сфера. У менш формальному контексті термін уживається на позначення назви групи зір, взаємне розташування яких складає якусь фігуру чи контур.
Деякі відомі сузір'я містять добре помітні фігури, складені яскравими зірками, які легко впізнати, наприклад, Велика Ведмедиця (контур ковша), Оріон (фігура мисливця), Лев (контур лежачого лева), Скорпіон. Інші сузір'я не мають таких визначних контурів і містять менш яскраві зорі. Розподіл зір між сузір'ями довільний, і різні культури виділяють на небі різні сузір'я. Однак декілька найпомітніших контурів, складених яскравими зорями, виділяються більшістю культур, хоча, звичайно, вони отримують різні назви; такими є сузір'я Оріона й Скорпіона.
Зорі в сузір'ї рідко мають якийсь зв'язок одна з одною. Найчастіше вони розташовані в нашій галактиці далеко одна від одної і лише випадково здаються неподалік одна одної, якщо їх розглядати з Землі. Цікавий виняток із цього правила становить група зір Великої Ведмедиці.

## Історія
За поглядами давніх греків, небо складалося з сузір'їв і темних місць поміж ними. До того ж деякі обриси, що їх виділяли давні греки, могли перетинатися, і деякі зорі належали відразу до двох сузір'їв (наприклад, Альфераз), а інші, що не складали характерних контурів, взагалі не належали до жодного сузір'я. Інші культури виділяють на небі інші сузір'я. Наприклад, зовсім інші сузір'я викреслювали на небі китайські астрономи внаслідок того, що китайська астрономія розвивалась незалежно від європейської. Зокрема, замість грецьких дванадцяти зодіакальних сузір'їв китайці виділяють на екліптиці 28 «домівок» (кит.: 宿).
З часом в астрономів виникла потреба однозначного визначення розташування зір на небі. Сучасний розподіл північного неба базується на сузір'ях, які визначив грецький астроном Клавдій Птолемей, який мешкав у єгипетській Александрії. Приблизно 150 року до н. е. він зафіксував у своєму Альмагесті 48 сузір'їв, які були тоді відомі. Пізніше Птолемеїв список доповнювався з метою заповнити проміжки між його сузір'ями. Ці сузір'я здебільшого мають назви тварин або міфологічних істот (Лебідь, Рак, Риби, Козеріг, Центавр, Пегас, Єдиноріг, Дракон).
Зорі, що складають дванадцять[уточнити] сузір'їв південного неба, неможливо побачити з Греції. Вони стали відомі в середньовіччі з розвитком мореплавства і були окреслені лише у XV ст. Їхні назви більш «технологічні» (Косинець, Секстант, Циркуль, Компас, Телескоп). Сучасний перелік 88 сузір'їв зафіксував Міжнародний астрономічний союз 1922 року. У північній півкулі неба ці ділянки здебільшого відповідають сузір'ям, що їх виділяли на небі давні греки й середньовічні астрономи, а також традиційним знакам зодіаку. Сучасні межі сузір'їв провів Ежен Дельпорт 1930 року; він провів їх удовж кіл небесних координат — прямого піднесення і схилення. Однак він зробив це в координатах епохи B1875.0. Унаслідок прецесії межі сузір'їв на сучасних зоряних картах (епохи J2000) уже трохи скісні і не достеменно вертикальні й горизонтальні.

## Історія ранніх сузір’їв

### Печери Ласко, південна Франція
У печерах Ласко, що на півдні Франції, були знайдені наскельні малюнки, яким приблизно 17 000 років. Деякі дослідники припускають, що ці зображення можуть відображати зоряні сузір'я, зокрема Тельця, Пояс Оріона та Плеяди. Малюнки містять зображення биків, які можуть символізувати сузір'я Тельця, а також групи точок, що нагадують розташування Плеяд. Однак ця гіпотеза не є загальноприйнятою серед науковців. Деякі дослідники вважають, що ці малюнки мають виключно ритуальне або символічне значення, не пов’язане з астрономією. Інші ж припускають, що стародавні люди могли спостерігати зоряне небо та записувати свої спостереження у вигляді наскельних малюнків, проте достовірних доказів цього поки що немає.

### Месопотамія
Найдавніші достовірні докази того, що люди почали визначати сузір'я, походять із Месопотамії, території сучасного Іраку. Археологи знайшли висічені камені та глиняні таблички, які датуються приблизно 3000 років до н.е. Ці артефакти містять перші відомі астрономічні записи, що свідчать про те, що мешканці Месопотамії вже в той час спостерігали й систематизували зоряне небо. Більшість відомих месопотамських сузір’їв були визначені у відносно короткий період — між 1300 і 1000 роками до н.е. Вони стали основою для пізнішої астрономічної традиції і суттєво вплинули на формування багатьох класичних грецьких сузір’їв. Вавилоняни передали свої знання грекам, а ті, своєю чергою, доповнили та адаптували систему сузір'їв, яка зрештою стала основою для сучасної астрономії.

### Давній Близький Схід

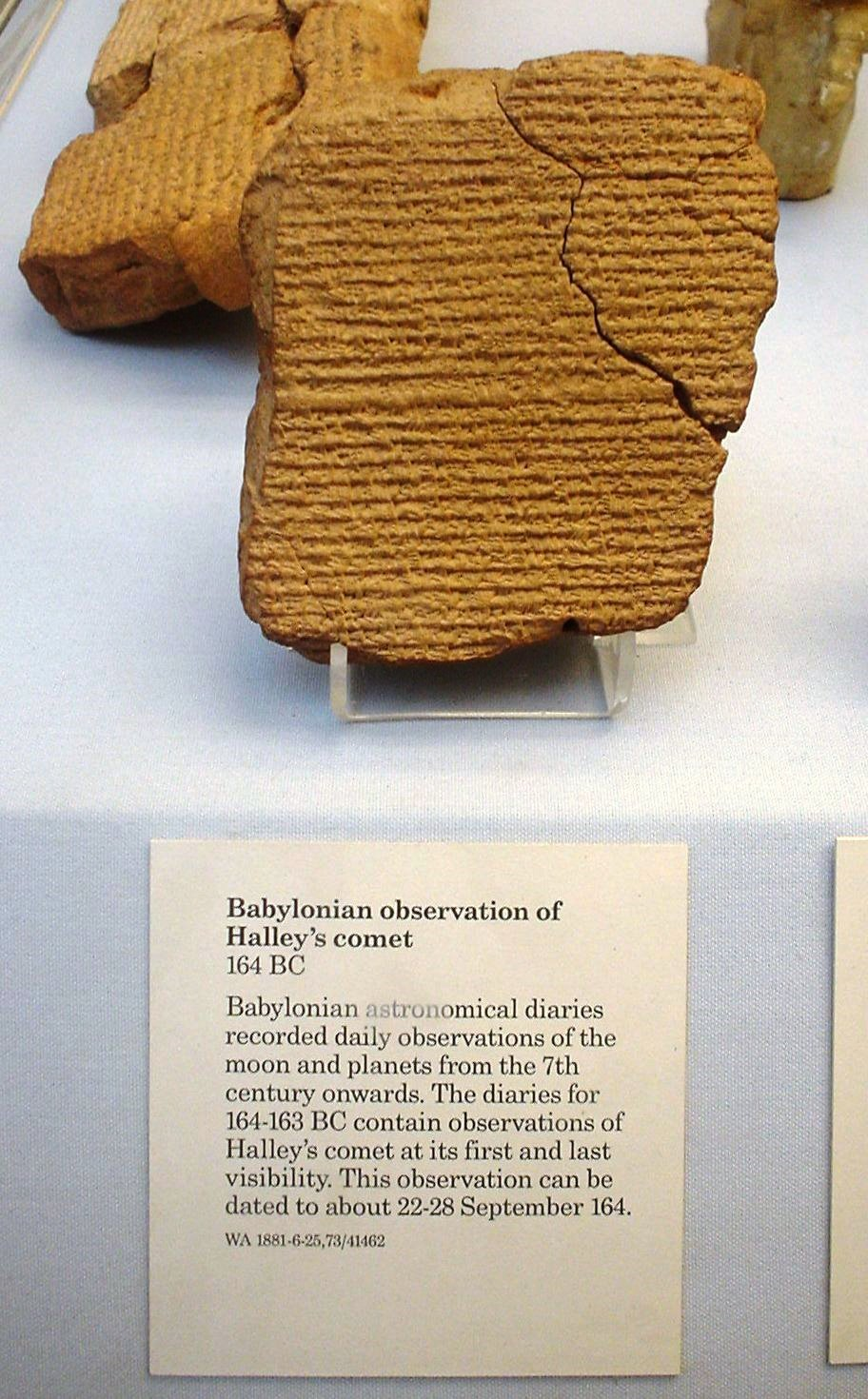
Вавилонська табличка із записом про комету Галлея у 164 році до н.е.

Перші вавилонські каталоги зоряного неба та сузір’їв з’явилися ще на початку середньої бронзової доби. Одним із найдавніших відомих текстів є «Три зорі кожного» — каталог, що описує групи зір, які асоціювалися з богами та сезонами. Пізніше, приблизно у 1000 році до н.е., з’явився більш точний і детальний каталог MUL.APIN. Він містив відомості про розташування зоряних об’єктів, їхні цикли та роль у календарі. Однак значна кількість шумерських назв у цих текстах свідчить про ще давніші традиції спостереження за зоряним небом. Шумери, які жили в ранній бронзовій добі, ймовірно, першими почали систематично давати назви сузір’ям, хоча їхні записи збереглися гірше, ніж вавилонські.
Класичний зодіак, яким ми користуємося сьогодні, має коріння в нововавилонській астрономії VI століття до н.е. У IV столітті до н.е. греки перейняли ці знання, адаптувавши багато сузір’їв у власну систему. З 48 сузір’їв, що були описані давньогрецьким астрономом Птолемеєм у його каталозі Альмагест, принаймні 20 походять із регіону Давнього Близького Сходу, а ще 10 містять ті самі зорі, але з іншими назвами.
Деякі біблійні тексти також містять астрономічні згадки. Наприклад, дослідник Буллінгер припустив, що істоти, описані у книгах пророка Єзекіїля та Об'явлення Івана Богослова, можуть символізувати ключові знаки зодіаку:
- Лев — відповідає сузір’ю Лева (Leo),
- Телець — пов’язаний із сузір’ям Тельця (Taurus),
- Людина — символізує Водолія (Aquarius),
- Орел — може бути заміною Скорпіона (Scorpius), адже в деяких стародавніх традиціях цей знак зображувався як орел.

У Книзі Йова, одній із найдавніших частин Біблії, також згадуються сузір’я:
- עיש (Айіш) — у деяких перекладах помилково ототожнений із Волопасом (Arcturus), хоча насправді, ймовірно, йдеться про Велику Ведмедицю (Ursa Major).
- כסיל (Хесіль) — відповідає Оріону (Orion).
- כימה (Хіма) — вважається згадкою про Плеяди (Pleiades).

Окрім цього, у Йова 38:32 зустрічається рідкісний термін מַזָּרוֹת (Маззарот), значення якого досі дискутується. Він може позначати зодіакальні сузір’я або ж інші астрономічні об’єкти, можливо, зоряний вінець.

### Давній Китай

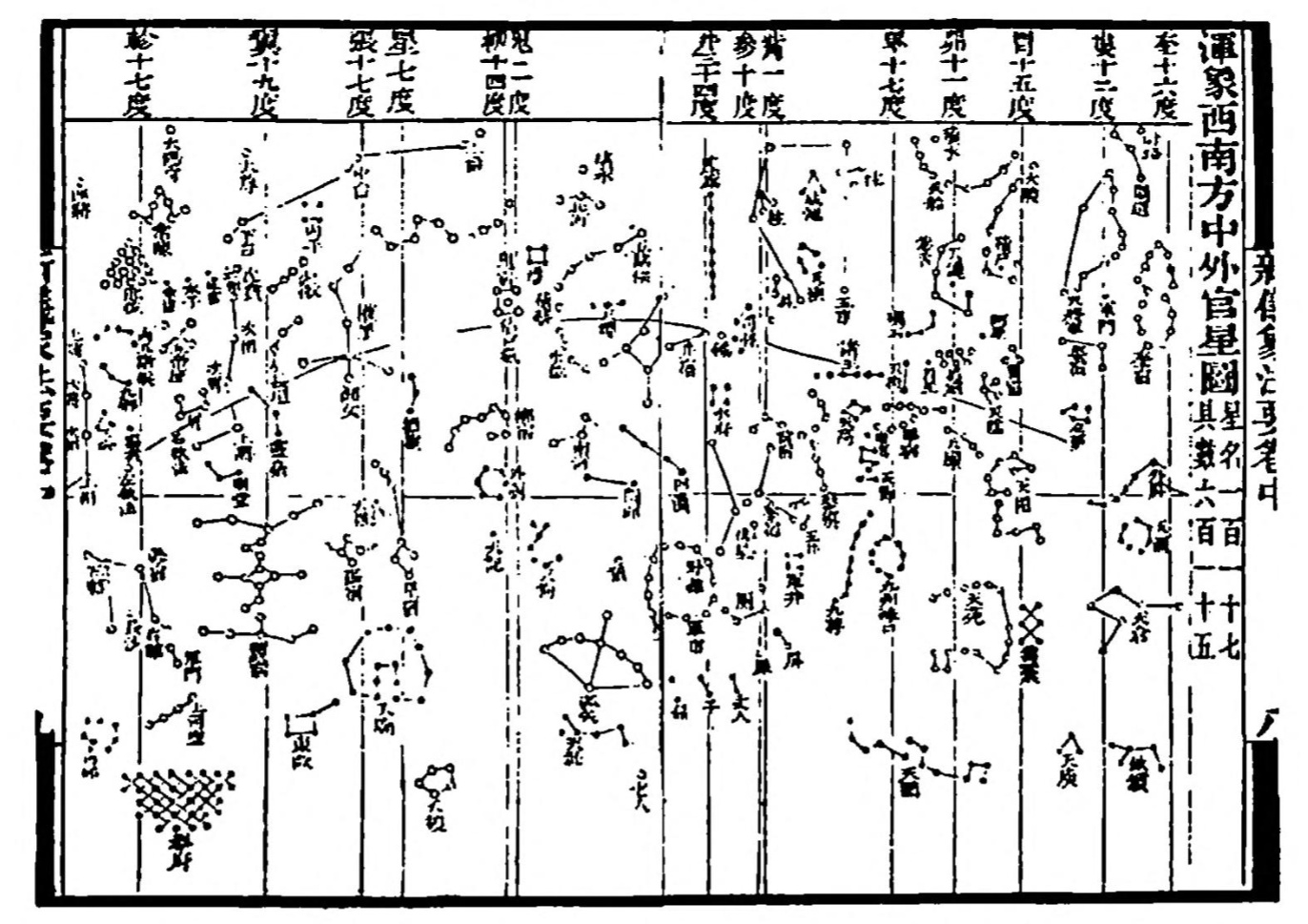
Китайська зоряна карта

У Давньому Китаї існувала багатовікова традиція спостереження за зоряним небом. Китайські астрономи ретельно вели записи про положення світил, затемнення та інші небесні явища. Докази цього збереглися на гадальних кістках, знайдених у місті Аньян, які належать до середнього періоду династії Шан (XVI–XI ст. до н.е.). На цих артефактах виявлено написи, що можуть містити найдавніші назви зір і сузір’їв. На відміну від європейської традиції, китайська система зоряних карт розвивалася незалежно від грецько-римської астрономії. У Китаї зорі групували не в сузір’я, а у менші астрономічні групи — систему зоряних секторів, що використовувалася для астрономічних і календарних розрахунків. Китайські джерела містять деякі паралелі з вавилонською системою, що може свідчити про культурний обмін через Великий шовковий шлях або інші ранні контакти між цивілізаціями. Перші детально задокументовані китайські спостереження зоряного неба датуються V століттям до н.е. Проте традиція вивчення зоряного неба в Китаї сягає ще давніших часів.
У період династії Хань існувало три основні школи астрономії, які виникли ще за часів Чжаньґо (Період Воюючих царств). Кожна з цих шкіл розвивала свої методи спостереження та системи зоряних карт. У III столітті н.е. під час періоду Трьох царств китайський астроном Чень Чжо об’єднав ці системи в єдину більш цілісну зоряну карту. Хоча його оригінальна праця не збереглася, відомості про його зоряну систему містяться в записах з періоду династії Тан, зокрема у працях видатного астронома Цютаня Сіда. Найдавніша збережена китайська зоряна карта також належить до періоду династії Тан. Вона є частиною Дуньхуанських рукописів, які були знайдені в печерах Могао — стародавніх печерах, де збереглися численні рукописи, що охоплюють різноманітні теми, зокрема й астрономічні. Китайська астрономія досягла свого розквіту в період Сун. В цей час були зроблені важливі відкриття в галузі астрономії та створено нові астрономічні таблиці, які використовувалися для точних прогнозів. У період Юань (XIII–XIV століття) китайські астрономи почали активно запозичувати ідеї та методи з середньовічної ісламської астрономії. Це можна побачити в трактаті «Астрологічний канон епохи Кайюань», який містить більш точні й науково обґрунтовані зоряні карти, що значно підвищили рівень астрономічних досліджень у Китаї.

## Термінологія
Слово сузір'я походить із пізньолатинської мови, де cōnstellātiō означає «набір зір». В англійській мові цей термін почали використовувати ще в XIV столітті. У давньогрецькій мові для позначення сузір'їв існувало слово ἄστρον (astron), яке загалом означає «зоря» або «небесне світило».Споконвіку люди впізнавали серед зір певні фігури та уявляли, що вони нагадують міфологічних персонажів, тварин або предмети. Саме так з’явилися сузір'я. У різних культурах вони могли мати різні назви та значення, але загальна ідея залишалася незмінною. З часом європейські астрономи почали систематично описувати сузір'я, щоб зробити їх загальноприйнятими. Це дозволило уникнути плутанини та створити єдину карту зоряного неба. У XX столітті Міжнародний астрономічний союз (IAU) офіційно затвердив список із 88 сузір'їв, який використовується і сьогодні. Тепер кожне сузір'я має чіткі межі, що допомагає астрономам та аматорам зоряного неба орієнтуватися в космосі.
Деякі сузір'я або зорі ніколи не заходять за горизонт, якщо спостерігати їх із певної широти на Землі. Вони називаються циркумполярними. Це означає, що вони постійно залишаються видимими вночі, рухаючись навколо полюса, але ніколи не зникаючи за горизонтом. На Північному полюсі всі зорі та сузір'я, розташовані на північ від небесного екватора, є циркумполярними, а на Південному полюсі — ті, що знаходяться на південь від нього. Чим ближче до екватора знаходиться спостерігач, тим менше циркумполярних сузір'їв він може бачити. Сузір'я, що розташовані поблизу небесного екватора, іноді називають екваторіальними. Є кілька способів їх визначення. Один із них включає всі сузір'я, що лежать між схиленнями 45° північної та 45° південної широти. Інший підхід обмежує екваторіальні сузір'я тими, що проходять через область екліптики (зодіак), тобто між 23,5° північної та 23,5° південної широти.
Зорі в сузір'ях можуть виглядати такими, що розташовані близько одна до одної на небі, але насправді вони часто перебувають на дуже різних відстанях від Землі. Оскільки кожна зоря має свою власну траєкторію і швидкість руху, сузір'я, які ми бачимо сьогодні, з часом змінюватимуться. Це означає, що через десятки чи сотні тисяч років контури сузір'їв, які ми зараз знаємо, можуть виглядати зовсім інакше. Астрономи можуть прогнозувати, як ці контури змінюватимуться, використовуючи точні методи вимірювання. Для цього вони вимірюють спільні власні рухи зір (тобто, як швидко і в якому напрямку рухаються зорі разом) та їхні променеві швидкості (швидкість руху зорі до нас або від нас) за допомогою спектроскопії. 
88 сузір'їв, визнаних Міжнародним астрономічним союзом (IAU), є уявними фігурами, створеними на основі малюнків зір на небі. Це своєрідні "картини", які люди малювали, дивлячись на зорі, щоб створити зв'язок між ними та реальними або міфологічними образами. Багато з цих сузір'їв мають коріння в стародавніх культурах, зокрема в близькосхідних і середземноморських міфах та легендах. Часто ці історії тісно пов'язані з виглядом самих сузір'їв. Наприклад, один з найбільш відомих міфів пов'язаний із сузір'ям Оріона, якому протистоїть сузір'я Скорпіон. Згідно з легендою, Скорпіон вбив Оріона, і ці два сузір'я можна побачити на небі в протилежні пори року, що символізує їхню постійну боротьбу. 

## Спостереження

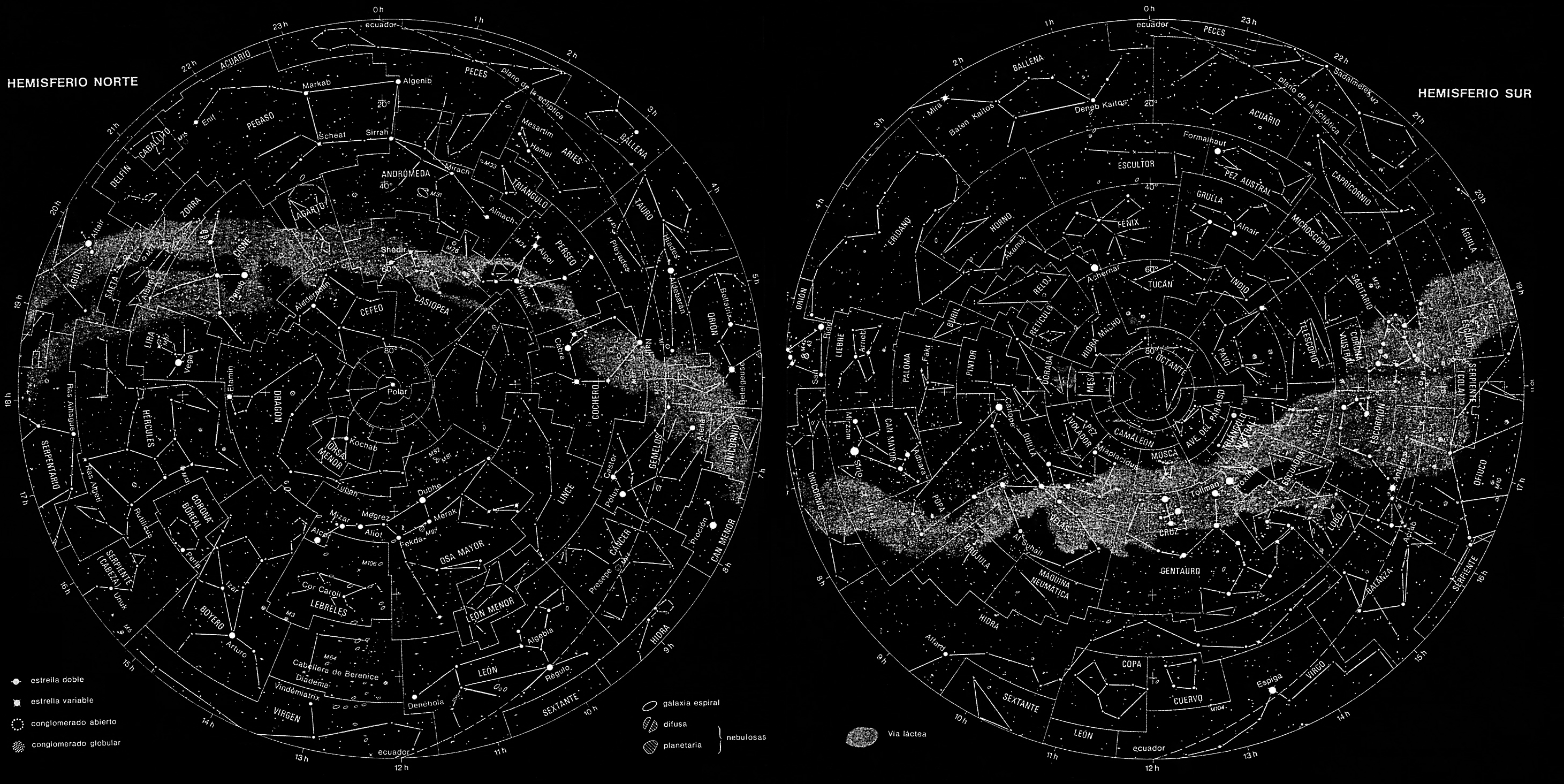
Іспаномовна зоряна карта з пунктирною лінією, що позначає зодіак (екліптику)

Положення сузір'їв змінюється протягом року через рух Землі по її орбіті навколо Сонця. Коли Земля обертається на схід, здається, що небесна сфера обертається на захід. Це означає, що зорі рухаються по небу, ніби вони обертаються проти годинникової стрілки навколо північної полярної зорі та за годинниковою стрілкою навколо південної полярної зорі. Завдяки нахилу осі Землі на 23,5° зодіак розподіляється рівномірно по обох півкулях, проходячи вздовж екліптики, утворюючи велике коло на небесній сфері. На північному небі зодіакальні сузір'я включають Риби, Овен, Телець, Близнята, Рак і Лев. На південному небі — Діва, Терези, Скорпіон, Стрілець, Козоріг і Водолій. Ці сузір'я зодіаку з'являються прямо над головою для спостерігачів, які знаходяться між широтами 23,5° північної та 23,5° південної, залежно від пори року. Влітку екліптика виглядає вищою вдень і нижчою вночі, а взимку — навпаки, для обох півкуль. Це відбувається через нахил Землі, що змінює положення Сонця на небі, а відповідно й спостережувані сузір'я.
Через нахил орбіти Сонячної системи на 60°, галактична площина Чумацького Шляху також нахилена на 60° від екліптики. Це означає, що Чумацький Шлях проходить між сузір'ями Телець і Близнюки на півночі та Скорпіон і Стрілець на південь, де знаходиться галактичний центр. На північному небі Чумацький Шлях видно поблизу сузір'я Орел (яке розташоване біля небесного екватора) та сузір'їя Лебідь, Кассіопея, Персей, Колісниця та Оріон (поблизу яскравої зорі Бетельгейзе). В південній півкулі Чумацький Шлях простягається через сузір'я Корма, Вітрила, Кіль, Південний Хрест, Центавр, Південний Трикутник та Жертовник. Ці сузір'я допомагають визначати видимі частини нашої галактики, залежно від того, з якої півкулі спостерігає спостерігач.

### Північна півкуля
Полярна зоря, або Північна зоря, — це зоря, яка знаходиться майже прямо на півночі небесної півсфери. Вона є частиною сузір'я Мала Ведмедиця (Ursa Minor) і знаходиться в кінці ручки Малого Ведмедиці.
Якщо ви перебуваєте на широті приблизно 35° північної широти, то в січні ви побачите сузір'я Велика Ведмедиця (Ursa Major) з астеризмом Великим Візом, який виглядає як великий кошик, на сході. Сузір'я Кассіопея, що нагадує латинську літеру "W", буде видно на заході. У тому ж напрямку, на заході, можна побачити сузір'я Риби та Овна. Якщо подивитись на південний захід, то можна побачити сузір'я Кит (Cetus), яке розташоване низько над горизонтом.
Високо на небі, на південь, розташовані яскраві сузір'я Оріон та Телець. На південному сході, трохи вище горизонту, з'являється сузір'я Великого Пса (Canis Major) з найяскравішою його зорею — Сіріусом. Далі, у напрямку на схід, знаходиться сузір'я Близнят (Gemini), а ще східніше, ближче до горизонту, будуть помітні Рак і Лев. Якщо поодивитись прямо вгору, то монжа побачити сузір'я Персей (Perseus) та Візничий (Auriga), які також добре помітні в цей час.

### Південна півкуля

Південний Хрест (Crux) та «Південні Вказівники» — зорі Альфа і Бета Центавра з сузір'я Центавр — допомагають знайти південну полярну зорю, Сигму Октанту.

У січні на небі можна побачити сузір'я Живописець і Сітка, які знаходяться поруч із сузір'ями Південна Гідра і Столова Гора. Живописець розташоване поруч із Південною Гідрою, а Сітка — із Столовою Гідрою. Обидва сузір'я є менш помітними, але вони можуть стати орієнтирами для спостережень, якщо знати, де саме їх шукати. 
В липні на небі видніються сузір'я Жертовник, яке розташоване поблизу Південного Трикутника, а також Скорпіон, одне з найбільш яскравих і впізнаваних сузір'їв у південній півкулі.  Сузір'я, які розташовані поруч із Полярною зорею, включають Хамелеон, Райський Птах і Південний Трикутник. Південний Трикутник можна побачити біля сузір'я Центавра, а інші, такі як Павич, Південна Гідра і Столова Гора, також розташовані поблизу.  
Сигма Октанта — це найближча зоря, яка наближається до південного полюса, але вона досить тьмяна і важко помітна вночі. Тому, щоб знайти південний полюс, зазвичай використовують сузір'я Південний Хрест (Crux). Щоб точно визначити напрямок, можна також звернути увагу на зорі Альфа та Бета Центавра, які знаходяться приблизно на 30° вліво від Південного Хреста, і разом з ним утворюють важливий орієнтир для південних небес.

## Список сузір'їв

Прямокутний графік, що відображає схилення і пряме піднесення сучасних сузір'їв. Пунктирна лінія позначає екліптику, кольори — сім'ї сузір'їв і роки введення сузір'їв.

Міжнародний астрономічний союз офіційно визнає 88 сузір'їв. У таблиці вказані також латинські назви в називному й родовому відмінках, офіційні скорочення, площа в квадратних градусах і число зірок, яскравіших від 6,0m.
| Українська назва    | Латинська назва (називний відмінок) | Латинська назва (родовий відмінок) | Скоро- чення | Площа (кв. градуси) | Число зірок, яскравіших від 6,0m |
| ------------------- | ----------------------------------- | ---------------------------------- | ------------ | ------------------- | -------------------------------- |
| Андромеда           | Andrómeda                           | Andrómedae                         | And          | 722                 | 100                              |
| Близнята            | Gémini                              | Geminórum                          | Gem          | 514                 | 70                               |
| Велика Ведмедиця    | Úrsa Májor                          | Úrsae Majóris                      | UMa          | 1280                | 125                              |
| Великий Пес         | Cánis Májor                         | Cánis Majóris                      | CMa          | 380                 | 80                               |
| Терези              | Líbra                               | Líbrae                             | Lib          | 538                 | 50                               |
| Водолій             | Aquárius                            | Aquárii                            | Aqr          | 980                 | 90                               |
| Візничий            | Auríga                              | Aurígae                            | Aur          | 657                 | 90                               |
| Вовк                | Lúpus                               | Lúpi                               | Lup          | 334                 | 70                               |
| Волопас             | Boótes                              | Boótis                             | Boo          | 907                 | 90                               |
| Волосся Вероніки    | Cóma Bereníces                      | Cómae Bereníces                    | Com          | 386                 | 50                               |
| Ворон               | Córvus                              | Córvi                              | Crv          | 184                 | 15                               |
| Геркулес            | Hércules                            | Hérculis                           | Her          | 1225                | 140                              |
| Гідра               | Hýdra                               | Hýdrae                             | Hya          | 1303                | 130                              |
| Голуб               | Colúmba                             | Colúmbae                           | Col          | 270                 | 40                               |
| Гончі Пси           | Cánes Venátici                      | Cánum Venaticórum                  | CVn          | 465                 | 30                               |
| Діва                | Vírgo                               | Vírginis                           | Vir          | 1294                | 95                               |
| Дельфін             | Delphínus                           | Delphíni                           | Del          | 189                 | 30                               |
| Дракон              | Dráco                               | Dracónis                           | Dra          | 1083                | 80                               |
| Єдиноріг            | Monóceros                           | Monocerótis                        | Mon          | 482                 | 85                               |
| Жертовник           | Ára                                 | Árae                               | Ara          | 237                 | 30                               |
| Живописець          | Píctor                              | Pictóris                           | Pic          | 247                 | 30                               |
| Жирафа              | Camelopárdalis                      | Camelopárdalis                     | Cam          | 757                 | 50                               |
| Журавель            | Grus                                | Grúis                              | Gru          | 366                 | 30                               |
| Заєць               | Lépus                               | Léporis                            | Lep          | 290                 | 40                               |
| Змієносець          | Ophiúchus                           | Ophiúchi                           | Oph          | 948                 | 100                              |
| Змія                | Sérpens                             | Serpéntis                          | Ser          | 637                 | 60                               |
| Золота Риба         | Dorádo                              | Dorádus                            | Dor          | 179                 | 20                               |
| Індіанець           | Índs                                | Índi                               | Ind          | 294                 | 20                               |
| Кассіопея           | Cassiopéia                          | Cassiopéiae                        | Cas          | 598                 | 90                               |
| Кіль                | Carína                              | Carínae                            | Car          | 494                 | 110                              |
| Кит                 | Cétus                               | Céti                               | Cet          | 1231                | 100                              |
| Козоріг             | Capricórnus                         | Capricórni                         | Cap          | 414                 | 50                               |
| Компас              | Pýxis                               | Pýxidis                            | Pyx          | 221                 | 25                               |
| Корма               | Púppis                              | Púppis                             | Pup          | 673                 | 140                              |
| Лебідь              | Cýgnus                              | Cýgni                              | Cyg          | 804                 | 150                              |
| Лев                 | Léo                                 | Leónis                             | Leo          | 947                 | 70                               |
| Летюча Риба         | Vólans                              | Volántis                           | Vol          | 141                 | 20                               |
| Ліра                | Lýra                                | Lýrae                              | Lyr          | 286                 | 45                               |
| Лисичка             | Vulpécula                           | Vulpéculae                         | Vul          | 268                 | 45                               |
| Мала Ведмедиця      | Úrsa Mínor                          | Úrsae Minóris                      | UMi          | 256                 | 20                               |
| Малий Кінь          | Equúleus                            | Equúlei                            | Equ          | 72                  | 10                               |
| Малий Лев           | Léo Mínor                           | Leónis Minóris                     | LMi          | 232                 | 20                               |
| Малий Пес           | Cánis Mínor                         | Cánis Minóris                      | CMi          | 183                 | 20                               |
| Мікроскоп           | Microscópium                        | Microscópii                        | Mic          | 210                 | 20                               |
| Муха                | Músca                               | Múscae                             | Mus          | 138                 | 30                               |
| Насос               | Ántlia                              | Ántliae                            | Ant          | 239                 | 20                               |
| Косинець            | Nórma                               | Nórmae                             | Nor          | 165                 | 20                               |
| Овен                | Áries                               | Aríetis                            | Ari          | 441                 | 50                               |
| Октант              | Óctans                              | Octántis                           | Oct          | 291                 | 35                               |
| Орел                | Áquila                              | Áquilae                            | Aql          | 652                 | 70                               |
| Оріон               | Oríon                               | Oriónis                            | Ori          | 594                 | 120                              |
| Павич               | Pávo                                | Pavónis                            | Pav          | 378                 | 45                               |
| Вітрила             | Véla                                | Velórum                            | Vel          | 500                 | 110                              |
| Пегас               | Pégasus                             | Pégasi                             | Peg          | 1121                | 100                              |
| Персей              | Pérseus                             | Pérsei                             | Per          | 615                 | 90                               |
| Піч                 | Fórnax                              | Fornácis                           | For          | 398                 | 35                               |
| Райський Птах       | Ápus                                | Ápodis                             | Aps          | 206                 | 20                               |
| Рак                 | Cáncer                              | Cáncri                             | Cnc          | 506                 | 60                               |
| Різець              | Cáélum                              | Cáéli                              | Cae          | 125                 | 10                               |
| Риби                | Písces                              | Píscium                            | Psc          | 889                 | 75                               |
| Рись                | Lynx                                | Lýncis                             | Lyn          | 545                 | 60                               |
| Північна Корона     | Coróna Boreális                     | Corónae Boreális                   | CrB          | 179                 | 20                               |
| Секстант            | Séxtans                             | Sextántis                          | Sex          | 314                 | 25                               |
| Сітка               | Retículum                           | Retículi                           | Ret          | 114                 | 15                               |
| Скорпіон            | Scórpius                            | Scórpii                            | Sco          | 497                 | 100                              |
| Скульптор           | Scúlptor                            | Sculptóris                         | Scl          | 475                 | 30                               |
| Столова Гора        | Ménsa                               | Ménsae                             | Men          | 153                 | 15                               |
| Стріла              | Sagítta                             | Sagíttae                           | Sge          | 80                  | 20                               |
| Стрілець            | Sagittárius                         | Sagittárii                         | Sgr          | 867                 | 115                              |
| Телескоп            | Telescópium                         | Telescópii                         | Tel          | 252                 | 30                               |
| Телець              | Táurus                              | Táuri                              | Tau          | 797                 | 125                              |
| Трикутник           | Triángulum                          | Triánguli                          | Tri          | 132                 | 15                               |
| Тукан               | Tucána                              | Tucánae                            | Tuc          | 295                 | 25                               |
| Фенікс              | Phóénix                             | Phóénicis                          | Phe          | 469                 | 40                               |
| Хамелеон            | Chamáéleon                          | Chamaeleóntis                      | Cha          | 132                 | 20                               |
| Центавр (Кентавр)   | Centáurus                           | Centáuri                           | Cen          | 1060                | 150                              |
| Цефей               | Cephéus                             | Cephéi                             | Cep          | 588                 | 60                               |
| Циркуль             | Círcinus                            | Círcini                            | Cir          | 93                  | 20                               |
| Годинник            | Horológium                          | Horológii                          | Hor          | 249                 | 20                               |
| Чаша                | Cráter                              | Cratéris                           | Crt          | 282                 | 20                               |
| Щит                 | Scútum                              | Scúti                              | Sct          | 109                 | 20                               |
| Ерідан              | Erídanus                            | Erídani                            | Eri          | 1138                | 100                              |
| Південна Гідра      | Hýdrus                              | Hýdri                              | Hyi          | 243                 | 20                               |
| Південна Корона     | Coróna Austrális                    | Corónae Austrális                  | CrA          | 128                 | 25                               |
| Південна Риба       | Píscis Austrínus                    | Píscis Austríni                    | PsA          | 245                 | 25                               |
| Південний Хрест     | Crux                                | Crúcis                             | Cru          | 68                  | 30                               |
| Південний Трикутник | Triángulum Austrále                 | Triánguli Austrális                | TrA          | 110                 | 20                               |
| Ящірка              | Lacérta                             | Lacértae                           | Lac          | 201                 | 35                               |